# ジッダ灯台
ジッダ灯台（ジッダとうだい、英語: Jeddah Light）は、サウジアラビアのジッダ（ジェッダ）にある灯台。高さは約133メートル (436 ft)で、世界で最も高い灯台である。ジッダ港の北側埠頭の先端に建つ。高いという以外特筆する点はない。